# オールステート・アリーナ
オールステート・アリーナ（Allstate Arena）はアメリカイリノイ州シカゴ郊外のローズモントにある屋内競技場。

## 概要
1980年7月2日にこけら落とし。デポール大学のバスケットボールチーム、WNBAのシカゴ・スカイの本拠地でもあり、WWEのレッスルマニアでは1986年、1997年、2006年の3度開催された。1999年にはのオールステート保険会社が命名権を取得、現在の名称になった。